# Hydroptila erkakanae
Hydroptila erkakanae är en nattsländeart som beskrevs av Füsun Sipahiler 1997. Hydroptila erkakanae ingår i släktet Hydroptila och familjen smånattsländor. Inga underarter finns listade i Catalogue of Life.